# Peter Uray
Peter Uray (* 11. Jänner 1939 in Schärding) ist ein österreichischer Schauspieler. Bekannt wurde er vor allem durch seine Rolle als "Bezirksvorsteher" in der bekannten Fernsehserie Kaisermühlen Blues.

## Werdegang
Peter Uray wuchs im steirischen Bad Radkersburg auf und absolvierte seine Schauspielausbildung am Brucknerkonservatorium in Linz. Nach der Pflichtschule lernte er Fernmeldemonteur bei der VÖEST.
Als Theaterschauspieler war er unter anderem in Baden, Klagenfurt, Linz, Salzburg und Graz zu sehen, bevor er 1983–2001 am Wiener Volkstheater engagiert war. Bei den Bregenzer Festspielen wirkte er einige Male mit. Und auch Felix Dvorak holte ihn zu seinen Festspielen in Berndorf und Mödling. Von 1980 bis 1995 war Uray Lehrbeauftragter an der Universität für Musik und darstellende Kunst Graz. Einem breiteren Publikum wurde er durch seine Rolle als "Bezirksvorsteher" in der Fernsehserie Kaisermühlen Blues von Ernst Hinterberger bekannt.

## Filmographie
- 1967: Zwischenfall in Antiochia
- 1969: Der Gefoppte
- 1970: Komödie der Irrungen
- 1971: Der Wirrkopf
- 1971–1972: Lodynski’s Flohmarkt Company (drei Folgen)
- 1972: Don Gil von der grünen Hosen
- 1972: Das Hohelied
- 1972: Die Reise des Herrn Perrichon
- 1973: Die Verlobung
- 1983: Das Dorf an der Grenze – Kärnten 1966–1976
- 1986: 38 – Auch das war Wien
- 1986: Ein Leben ohne Geländer
- 1986: Tatort – Die Spieler (Fernsehreihe)
- 1986: Tatort – Strindbergs Früchte
- 1991: Die Strauß-Dynastie (eine Folge)
- 1991: Sicher ist sicher
- 1993: Ein Bock zuviel
- 1993–2000 Kaisermühlen Blues (22 Folgen)
- 1994: Der bessere gewinnt
- 1994: Parkplatz
- 1994: Rosen aus Jericho
- 1994: Polizeiruf 110 – Lauf, Anna, lauf!
- 1996: Alte Liebe – Neues Glück (Hofrat Geiger) (TV)
- 1998: Schlosshotel Orth (eine Folge)
- 1999: Medicopter 117 – Jedes Leben zählt (eine Folge)
- 1999–2000 Julia – Eine ungewöhnliche Frau (elf Folgen)
- 2001: MA 2412 (1 Folge)
- 2002: Dolce Vita & Co (eine Folge)
- 2006–2007: Novotny & Maroudi – Zahngötter in Weiß (zwei Folgen)
- 2010: Lilly Schönauer – Verliebt in einen Unbekannten